# Songs From the Crypt
Songs From the Crypt – album-kompilacja utworów szwedzkiej grupy Satanic Surfers. Na płycie znajdują się utwory z pierwszego minialbumu Skate to Hell oraz wcześniej niepublikowane piosenki. Płyta została wydana z okazji dziesiątych urodzin zespołu.

## Lista utworów
1. "Egocentric"
2. "Don't Know What to Do"
3. "Nun"
4. "Why?"
5. "Kill My Girlfriend's Dad"
6. "Dream About You"
7. "Satanic Surfers"
8. "Story of a Lazy Dreamer"
9. "Waiting for Nothing"
10. "How You Relate"
11. "Hank"
12. "Great Day for Skating"
13. "Hard to Be Yourself"
14. "Nice"
15. "Retard"